# Julie Moschelesová
Julie Moschelesová (21. srpna 1892, Praha-Nové Město, Rakousko-Uhersko – 7. ledna 1956, Praha, Československo) byla česká geografka a průkopnice mezi ženami, které se uplatnily ve vědě.

## Rodina a dětství
Narodila se v zámožné židovské rodině. Jejím otcem byl advokát Wilhelm Moscheles (1861) a matkou Luise, rozená Schwabacherová (1869). Nejprve bydleli v Bolzanově ulici a později až do vypuknutí druhé světové války na adrese Praha 2, Palackého ul. čp. 727. Z důvodu matčiny slepoty se o Julii staral od dětství strýc Felix Stone Moscheles. Strýc i Julie procestovali mnoho zemí v Evropě a Severní Africe. To mělo pro její rozvoj zásadní význam a ovlivnilo to její budoucí odborné zaměření.

## Vzdělání
Základní vzdělání získala v Londýně. Při cestách v Maroku se seznámila s významným norským geologem Hansem Henrikem Reuschem (1852–1922). Díky jemu dostala mladá Julie Moschelesová místo soukromé sekretářky a překladatelky v geologickém ústavu v Oslu. Získala tak zaměstnání, kde mohla uplatnit své zájmy, když zde započala s výzkumem geomorfologie Skandinávského poloostrova a současně si přitom osvojila znalost severských jazyků. K odbornému studiu na pražské německé univerzitě ji přizval v roce 1912 profesor geografie na pražské německé univerzitě Alfred Grund (1875–1914). Zaujala ho svým vědeckým nadáním. Poznal ji při studijní cestě do Norska, kde pracoval na hydrobiologickém pracovišti v Bergenu. Nabídka byla Julií Moschelesovou akceptována. V červenci roku 1912 složila maturitu na gymnáziu a téhož roku začala studovat na univerzitě. Zajímala se především o obory geologie, geografie a meteorologie. Dostudovala u znalce geomorfologie Fritze Machatcheka (1876–1957). Doktorát získala na pražské univerzitě v roce 1916, když obhájila práci Die Postglazialzeit in Skandinawien. Stále však pracovala jako pomocná vědecká síla. Od roku 1918 dokonce jako bezplatná asistentka.

## Vědecká práce a publikace
V roce 1918 vydala práci o pražském podnebí Klima von Prag, čímž navázala na nedokončený výzkum profesora Františka Augustina s podobnou problematikou v oblasti Balkánu. Roku 1923 přešla na českou univerzitu. V její práci převažoval zájem o fyzickou geografii zejména našeho území. Její myšlenkou byla téze o potřetihorním zdvihu české kotliny. Studovala změny v poloze rozvodí mezi Moravou a Váhem v oblasti Vlárského průsmyku. Publikovala článek o vzniku korálových útesů Geologische Rundschau (1921), nebo o americkém jezeře Bonneville Zeitschrift für Gletscherkunde (1921). Metodicky překonávala díla W. M. Davise i E. de Martonna. Důraz kladla na důležitost tektoniky pohybů a vliv geologické struktury. Její přínos vyzdvihl a ocenil v posudku český vědec a pozdější akademik Radim Kettner.
Roku 1934 habilitovala v oboru antropogeografie (dnes socioekonomické geografie) přednáškou Střední Evropa jako antropogeografický pojem. Živila se rovněž překlady, neboť ovládala němčinu, angličtinu, francouzštinu a severské jazyky. Český jazyk se naučila až později během studií. Dlouho mluvila s přízvukem, ale její písemný projev byl již v roce 1928 prakticky bezchybný. Až do počátku září roku 1938 suplovala přednášky z regionální geografie.
Publikovala v zahraničních časopisech a zcela určitě byla ve světě mnohem známější než doma. Využívala znalostí z cizí literatury, aplikovala moderní matematické metody a mnozí geografové na její práci navazovali. Její práce byla publikována na příklad ve Francii, Švédsku či Spojených státech amerických. Její výzkumné práce zejména v oboru geologie českých zemí, obzvlášť její souhrny byly publikovány ještě dlouho po její smrti. Často přednášela v Londýně, Cambridgi, Leedsu, Manchesteru atd.
Mimo jiné publikovala návrh na nové rozdělení tehdejšího Československa do krajů v publikaci J. Moschelesová – F. Ulrich: K diskusi o regionalismu (1937).

## Účast ve vědeckých společnostech a ocenění její vědecké práce
Byla členkou mnoha vědeckých společností, např. KČSN, dopisující členkou Šafaříkovy společnosti v Bratislavě, čestnou členkou londýnské Sociological society. Francouzská Géographie commerciale de Paris jí udělila roku 1930 Medaili Gaudy.

## Aktivity po okupaci Česka v roce 1939
Značným zásahem do její vědecké činnosti byla okupace Československa. Z důvodů rasových útoků a jejího přihlášení k židovskému náboženství musela republiku opustit. Po odchodu z vlasti pracovala od března 1940 v Austrálii ve městě Melbourne. Přednášela na obchodní fakultě do roku 1944 a potom byla ve službách samostatné armády Nizozemské východní Indie jako geografka. Zpracovala bibliografii týkající se zeměpisu dnešní Indonésie a přilehlých oblastí. V Melbourne pracovala i v exilové pobočce Československého červeného kříže. Zde se setkala s dánskou literární vědkyní Gretou Hortovou (1903–1967). Porozuměly si a po válce Greta Hortová odjela s Julií Moschelesovou do Československa.
Tady ovšem Julie Moschelesová zjistila, že její rodina byla během holokaustu vyvražděna a ona přišla o celý rodinný majetek. Teprve po čtyřech letech se mohla vrátit na katedru geografie. Pracovala zde od roku 1950 pouze jako asistentka a teprve roku 1953 se mohla stát státní docentkou. Její dílo a vědeckou práci v době, kdy se moci ve státě chopili komunisté, nikdo nedokázal ani ocenit. Nebyla doceněna ani společensky. Žila v Praze velmi nuzně. Na fakultě přednášela geomorfologii a fyzický zeměpis až do své smrti na rakovinu (1956).

## Nejvýznamnější práce
- Wirtschaftsgeographie der Tchechoslowakischen Republik (1921)
- Vlnité pohyby při velké amplitudě v jižních Čechách (1931)
- mapa Britských ostrovů ve Stielerově atlase (1935)

## Závěr
Julie Moschelesová byla vědkyně, která se dokázala spolu s dalšími ženami prosadit na poli vědy v době, kdy to nebylo samozřejmé. Navázala tak na někdejší tradice amerického klubu dam, kdy ženy začaly projevovat zájem o vědu, např. astronomii, lékařství i další obory a své znalosti prohlubovat a rozvíjet. Patří mezi zakladatelské osobnosti české geografie. Řadí se také mezi průkopnice ženského hnutí, jakými byly např. Eliška Vozábová, Albína Dratvová a další osobnosti. I když měla život plný překážek a protivenství, velmi se zasloužila se o rozvoj české geografie.